# Балабаш-Баїшево
Балаба́ш-Баї́шево (рос. Балабаш-Баишево, чув. Пăлапуç Пашьел) — село у складі Батиревського району Чувашії, Росія. Адміністративний центр та єдиний населений пункт Балабаш-Баїшевського сільського поселення.
Населення — 777 осіб (2010; 918 у 2002).
Національний склад:
- чуваші — 99 %